# Banishers: Ghosts of New Eden
Banishers: Ghosts of New Eden je akční hra na hrdiny vyvinutá studiem Don't Nod, kterou vydala společnost Focus Entertainment. Hra byla pro PlayStation 5, Windows a Xbox Series X/S vydána 13. února 2024. 

## Hratelnost
Banishers: Ghosts of New Eden je akční hra na hrdiny hraná z pohledu třetí osoby, jež se odehrává v 17. století na východním pobřeží severoamerického kontinentu. Hráč v ní přebírá kontrolu nad dvojicí lovců duchů jménem Antea Duarte a Red mac Raith. Dvojice se vydává na misi, aby prozkoumala malou, ale strašidelnou osadu jménem New Eden. Během výpravy se však Antea stane duchem. Hráči mohou v boji s nepřáteli využívat jak Raithovy konvenční zbraně, tak Duartiny duchovní schopnosti. Kromě akčních mechanik je ve hře kladen důraz též na vyprávění a hráčova rozhodnutí.

## Vývoj a vydání
V roce 2019 zahájilo studio Don't Nod ve spolupráci se společností Focus Entertainment po úspěchu hry Vampyr vývoj na své dalším projektu. Ten byl veřejně odhalen pod názvem Banishers: Ghosts of New Eden během The Game Awards v prosinci 2022. Titul měl původně vyjít 7. listopadu 2023 pro systémy PlayStation 5, Microsoft Windows a Xbox Series X/S. Dne 26. září však bylo oznámeno, že hra bude vydána až 13. února 2024. Důvodem odkladu byl „přesycený“ závěr roku, kdy měla vyjít řada jiných her, jmenovitě například Assassin's Creed Mirage, Marvel's Spider-Man 2 a Alan Wake 2.